# Tercera División de España 1945-46
La temporada 1945–46 de la Tercera División de España de fútbol corresponde a la 9.ª edición del campeonato y se disputó entre el 16 de septiembre de 1945 y el 23 de junio de 1946.
El campeón de esta temporada fue el Club Deportivo Málaga.

## Sistema de competición
La Tercera División de España 1945-46 fue organizada por la Federación Española de Fútbol (RFEF).
El campeonato contó con la participación de 100 clubes divididos en diez grupos. La competición siguió un sistema de liga, de modo que los equipos de cada grupo se enfrentaron entre sí, todos contra todos en dos ocasiones -una en campo propio y otra en campo contrario- sumando un total de 18 jornadas. El orden de los encuentros se decidió por sorteo antes de empezar la competición.
Se estableció una clasificación con arreglo a los puntos obtenidos en cada enfrentamiento, a razón de dos por partido ganado, uno por empatado y ninguno en caso de derrota. En caso de empate a puntos entre dos o más clubes en la clasificación, se tuvo en cuenta el mayor cociente de goles. 
Los tres primeros clasificados de cada grupo avanzaron a la fase intermedia, divididos en cinco grupos de seis equipos cada uno siguiendo también el sistema de liga. Los campeones de grupo jugaron la fase final igualmente en sistema de liga en la que los dos primeros ascendieron directamente a Segunda División, mientras que el tercer clasificado jugó una promoción a partido único en campo neutral frente al antepenúltimo clasificado de Segunda División.
Los últimos clasificados de cada grupo disputaron la promoción de permanencia en eliminatoria única a partidos de ida y vuelta ante los campeones de Regional.

## Fase de grupos

### Grupo I
| Pos. | Equipo                    | Pts. | PJ | G  | E | P  | GF | GC | Dif. | Clasificación                     |
| ---- | ------------------------- | ---- | -- | -- | - | -- | -- | -- | ---- | --------------------------------- |
| 1    | U. D. Orensana            | 28   | 18 | 13 | 2 | 3  | 54 | 22 | +32  | Acceso a Fase intermedia          |
| 2    | S. D. Ponferradina        | 25   | 18 | 11 | 3 | 4  | 41 | 24 | +17  | Acceso a Fase intermedia          |
| 3    | Pontevedra C. F.          | 23   | 18 | 10 | 3 | 5  | 48 | 27 | +21  | Acceso a Fase intermedia          |
| 4    | Club Berbés               | 21   | 18 | 9  | 3 | 6  | 48 | 33 | +15  |                                   |
| 5    | S. G. Lucense             | 18   | 18 | 8  | 2 | 8  | 38 | 41 | −3   |                                   |
| 6    | Club Turista de Vigo      | 16   | 18 | 6  | 4 | 8  | 31 | 38 | −7   |                                   |
| 7    | Club Santiago             | 14   | 18 | 3  | 8 | 7  | 28 | 40 | −12  |                                   |
| 8    | Club Betanzos             | 14   | 18 | 6  | 2 | 10 | 26 | 33 | −7   |                                   |
| 9    | Club Lemos                | 13   | 18 | 5  | 3 | 10 | 21 | 49 | −28  |                                   |
| 10   | Club Galicia de El Ferrol | 8    | 18 | 3  | 2 | 13 | 26 | 54 | −28  | Acceso a Promoción de permanencia |

 Fuente: Fútbol Regional

### Grupo II
| Pos. | Equipo                    | Pts. | PJ | G  | E | P  | GF | GC | Dif. | Clasificación                     |
| ---- | ------------------------- | ---- | -- | -- | - | -- | -- | -- | ---- | --------------------------------- |
| 1    | C. P. La Felguera         | 24   | 18 | 11 | 2 | 5  | 38 | 21 | +17  | Acceso a Fase intermedia          |
| 2    | Gimnástica de Torrelavega | 23   | 18 | 10 | 3 | 5  | 46 | 29 | +17  | Acceso a Fase intermedia          |
| 3    | C. D. Tánagra             | 21   | 18 | 8  | 5 | 5  | 49 | 27 | +22  | Acceso a Fase intermedia          |
| 4    | S. D. Barreda             | 21   | 18 | 7  | 7 | 4  | 29 | 25 | +4   |                                   |
| 5    | Real Avilés C. F.         | 20   | 18 | 9  | 2 | 7  | 37 | 32 | +5   |                                   |
| 6    | R. D. Gijonés             | 18   | 18 | 8  | 2 | 8  | 37 | 39 | −2   |                                   |
| 7    | Maestranza Aérea de León  | 15   | 18 | 5  | 5 | 8  | 29 | 49 | −20  |                                   |
| 8    | Santoña C. F.             | 14   | 18 | 4  | 6 | 8  | 34 | 41 | −7   |                                   |
| 9    | Club Langreano            | 13   | 18 | 4  | 5 | 9  | 22 | 46 | −24  |                                   |
| 10   | Real Juvencia             | 11   | 18 | 4  | 3 | 11 | 36 | 48 | −12  | Acceso a Promoción de permanencia |

 Fuente: Fútbol Regional
Notas:
1. ↑  El C. D. Tánagra renunció a su plaza una vez finalizada la temporada.

### Grupo III
| Pos. | Equipo                       | Pts. | PJ | G  | E | P  | GF | GC | Dif. | Clasificación                     |
| ---- | ---------------------------- | ---- | -- | -- | - | -- | -- | -- | ---- | --------------------------------- |
| 1    | Arenas Club                  | 29   | 18 | 13 | 3 | 2  | 53 | 21 | +32  | Acceso a Fase intermedia          |
| 2    | Club Sestao                  | 29   | 18 | 13 | 3 | 2  | 46 | 20 | +26  | Acceso a Fase intermedia          |
| 3    | C. D. Baracaldo Altos Hornos | 24   | 18 | 11 | 2 | 5  | 41 | 26 | +15  | Acceso a Fase intermedia          |
| 4    | S. D. Indauchu               | 19   | 18 | 8  | 3 | 7  | 40 | 37 | +3   |                                   |
| 5    | Deportivo Alavés             | 17   | 18 | 7  | 3 | 8  | 33 | 38 | −5   |                                   |
| 6    | C. D. Mirandés               | 15   | 18 | 6  | 3 | 9  | 29 | 45 | −16  |                                   |
| 7    | S. D. Erandio                | 14   | 18 | 5  | 4 | 9  | 21 | 22 | −1   |                                   |
| 8    | C. D. Guecho                 | 14   | 18 | 6  | 2 | 10 | 28 | 43 | −15  |                                   |
| 9    | Tolosa C. F.                 | 13   | 18 | 6  | 1 | 11 | 31 | 34 | −3   |                                   |
| 10   | Real Unión Club              | 6    | 18 | 2  | 2 | 14 | 12 | 48 | −36  | Acceso a Promoción de permanencia |

 Fuente: Fútbol Regional

### Grupo IV
| Pos. | Equipo                      | Pts. | PJ | G  | E | P  | GF | GC | Dif. | Clasificación                     |
| ---- | --------------------------- | ---- | -- | -- | - | -- | -- | -- | ---- | --------------------------------- |
| 1    | Arenas S. D.                | 29   | 18 | 12 | 5 | 1  | 49 | 15 | +34  | Acceso a Fase intermedia          |
| 2    | C. D. Logroñés              | 28   | 18 | 12 | 4 | 2  | 44 | 12 | +32  | Acceso a Fase intermedia          |
| 3    | Maestranza Aérea de Logroño | 24   | 18 | 11 | 2 | 5  | 65 | 33 | +32  | Acceso a Fase intermedia          |
| 4    | S. D. Escoriaza             | 21   | 18 | 10 | 1 | 7  | 44 | 41 | +3   |                                   |
| 5    | C. A. Osasuna               | 19   | 18 | 7  | 5 | 6  | 35 | 33 | +2   |                                   |
| 6    | U. D. Huesca                | 18   | 18 | 7  | 4 | 7  | 39 | 38 | +1   |                                   |
| 7    | Atlético Zaragoza           | 16   | 18 | 7  | 2 | 9  | 40 | 33 | +7   |                                   |
| 8    | C. D. Tudelano              | 12   | 18 | 4  | 4 | 10 | 29 | 53 | −24  |                                   |
| 9    | C. D. Izarra                | 8    | 18 | 3  | 2 | 13 | 31 | 61 | −30  |                                   |
| 10   | S. D. Borja                 | 5    | 18 | 1  | 3 | 14 | 21 | 78 | −57  | Acceso a Promoción de permanencia |

 Fuente: Fútbol Regional

### Grupo V
| Pos. | Equipo           | Pts. | PJ | G  | E | P  | GF | GC | Dif. | Clasificación                     |
| ---- | ---------------- | ---- | -- | -- | - | -- | -- | -- | ---- | --------------------------------- |
| 1    | C. F. Badalona   | 27   | 18 | 12 | 3 | 3  | 46 | 21 | +25  | Acceso a Fase intermedia          |
| 2    | C. D. Júpiter    | 26   | 18 | 11 | 4 | 3  | 47 | 17 | +30  | Acceso a Fase intermedia          |
| 3    | Reus Deportivo   | 20   | 18 | 8  | 4 | 6  | 42 | 31 | +11  | Acceso a Fase intermedia          |
| 4    | C. D. Tortosa    | 20   | 18 | 8  | 4 | 6  | 33 | 29 | +4   |                                   |
| 5    | U. D. Sans       | 17   | 18 | 7  | 3 | 8  | 27 | 29 | −2   |                                   |
| 6    | Gerona C. F.     | 16   | 18 | 6  | 4 | 8  | 23 | 40 | −17  |                                   |
| 7    | C. D. Granollers | 16   | 18 | 6  | 4 | 8  | 35 | 38 | −3   |                                   |
| 8    | U. D. San Martín | 15   | 18 | 6  | 3 | 9  | 28 | 33 | −5   |                                   |
| 9    | C. D. Tarrasa    | 15   | 18 | 6  | 3 | 9  | 23 | 36 | −13  |                                   |
| 10   | Lérida Balompié  | 8    | 18 | 3  | 2 | 13 | 29 | 59 | −30  | Acceso a Promoción de permanencia |

 Fuente: Fútbol Regional

### Grupo VI
| Pos. | Equipo                  | Pts. | PJ | G  | E | P  | GF | GC | Dif. | Clasificación                     |
| ---- | ----------------------- | ---- | -- | -- | - | -- | -- | -- | ---- | --------------------------------- |
| 1    | Levante U. D.           | 33   | 18 | 16 | 1 | 1  | 88 | 18 | +70  | Acceso a Fase intermedia          |
| 2    | C. D. Constancia        | 27   | 18 | 13 | 1 | 4  | 44 | 17 | +27  | Acceso a Fase intermedia          |
| 3    | C. D. Atlético Baleares | 24   | 18 | 11 | 2 | 5  | 37 | 19 | +18  | Acceso a Fase intermedia          |
| 4    | C. D. Olímpico          | 21   | 18 | 10 | 1 | 7  | 36 | 23 | +13  |                                   |
| 5    | Saguntino C. F.         | 18   | 18 | 7  | 4 | 7  | 25 | 39 | −14  |                                   |
| 6    | C. D. Acero             | 17   | 18 | 7  | 3 | 8  | 33 | 39 | −6   |                                   |
| 7    | U. D. Carcagente        | 14   | 18 | 5  | 4 | 9  | 21 | 34 | −13  |                                   |
| 8    | S. D. Sueca             | 14   | 18 | 5  | 4 | 9  | 30 | 42 | −12  |                                   |
| 9    | U. D. Malvarrosa        | 9    | 18 | 4  | 1 | 13 | 20 | 44 | −24  |                                   |
| 10   | U. D. Teruel            | 1    | 18 | 1  | 1 | 16 | 15 | 74 | −59  | Acceso a Promoción de permanencia |

 Fuente: Fútbol Regional
Notas:
1. ↑  La U. D. Teruel fue penalizada por sanción federativa con dos puntos por no viajar al campo del C. D. Atlético Baleares.

### Grupo VII
| Pos. | Equipo                | Pts. | PJ | G  | E | P  | GF | GC | Dif. | Clasificación                     |
| ---- | --------------------- | ---- | -- | -- | - | -- | -- | -- | ---- | --------------------------------- |
| 1    | Albacete Balompié     | 26   | 18 | 12 | 2 | 4  | 50 | 17 | +33  | Acceso a Fase intermedia          |
| 2    | Elche C. F.           | 24   | 18 | 11 | 2 | 5  | 39 | 27 | +12  | Acceso a Fase intermedia          |
| 3    | C. D. Almansa         | 23   | 18 | 10 | 3 | 5  | 58 | 23 | +35  | Acceso a Fase intermedia          |
| 4    | Cartagena C. F.       | 22   | 18 | 10 | 2 | 6  | 37 | 23 | +14  |                                   |
| 5    | Imperial C. F.        | 21   | 18 | 10 | 1 | 7  | 42 | 28 | +14  |                                   |
| 6    | C. D. Gimnástica Abad | 15   | 18 | 7  | 1 | 10 | 29 | 51 | −22  |                                   |
| 7    | C. D. Eldense         | 15   | 18 | 6  | 3 | 9  | 28 | 40 | −12  |                                   |
| 8    | C. D. Cieza           | 13   | 18 | 6  | 1 | 11 | 27 | 57 | −30  |                                   |
| 9    | Alicante C. F.        | 12   | 18 | 5  | 2 | 11 | 26 | 38 | −12  |                                   |
| 10   | Crevillente C. F.     | 9    | 18 | 3  | 3 | 12 | 21 | 53 | −32  | Acceso a Promoción de permanencia |

 Fuente: Fútbol Regional

### Grupo VIII
| Pos. | Equipo                             | Pts. | PJ | G  | E | P  | GF | GC | Dif. | Clasificación                     |
| ---- | ---------------------------------- | ---- | -- | -- | - | -- | -- | -- | ---- | --------------------------------- |
| 1    | Real Valladolid Deportivo          | 27   | 18 | 11 | 5 | 2  | 41 | 22 | +19  | Acceso a Fase intermedia          |
| 2    | Imperio C. F.                      | 24   | 18 | 11 | 2 | 5  | 55 | 33 | +22  | Acceso a Fase intermedia          |
| 3    | Cultural Leonesa                   | 22   | 18 | 9  | 4 | 5  | 40 | 25 | +15  | Acceso a Fase intermedia          |
| 4    | C. D. Fábrica Nacional de Palencia | 19   | 18 | 7  | 5 | 6  | 37 | 30 | +7   |                                   |
| 5    | A. D. Ferroviaria                  | 17   | 18 | 6  | 5 | 7  | 35 | 35 | 0    |                                   |
| 6    | Ávila C. F.                        | 16   | 18 | 7  | 2 | 9  | 32 | 41 | −9   |                                   |
| 7    | Gimnástica Burgalesa               | 15   | 18 | 7  | 1 | 10 | 44 | 37 | +7   |                                   |
| 8    | Atlético Zamora                    | 14   | 18 | 6  | 2 | 10 | 31 | 48 | −17  |                                   |
| 9    | U. D. Bejarana                     | 14   | 18 | 5  | 4 | 9  | 28 | 51 | −23  |                                   |
| 10   | S. D. Gimnástica Segoviana         | 12   | 18 | 3  | 6 | 9  | 31 | 52 | −21  | Acceso a Promoción de permanencia |

 Fuente: Fútbol Regional

### Grupo IX
| Pos. | Equipo           | Pts. | PJ | G  | E | P  | GF | GC | Dif. | Clasificación                     |
| ---- | ---------------- | ---- | -- | -- | - | -- | -- | -- | ---- | --------------------------------- |
| 1    | C. D. Badajoz    | 27   | 18 | 12 | 3 | 3  | 46 | 24 | +22  | Acceso a Fase intermedia          |
| 2    | C. D. Cacereño   | 26   | 18 | 12 | 2 | 4  | 54 | 20 | +34  | Acceso a Fase intermedia          |
| 3    | C. D. Toledo     | 24   | 18 | 10 | 4 | 4  | 52 | 37 | +15  | Acceso a Fase intermedia          |
| 4    | C. D. Manchego   | 18   | 18 | 5  | 8 | 5  | 32 | 38 | −6   |                                   |
| 5    | Tomelloso C. F.  | 18   | 18 | 7  | 4 | 7  | 42 | 47 | −5   |                                   |
| 6    | C. D. Mediodía   | 17   | 18 | 7  | 3 | 8  | 46 | 40 | +6   |                                   |
| 7    | C. D. Cifesa     | 15   | 18 | 7  | 1 | 10 | 46 | 52 | −6   |                                   |
| 8    | C. D. Talavera   | 13   | 18 | 4  | 5 | 9  | 33 | 43 | −10  |                                   |
| 9    | Plasencia C. F.  | 13   | 18 | 5  | 3 | 10 | 32 | 52 | −20  |                                   |
| 10   | S. D. Emeritense | 9    | 18 | 3  | 3 | 12 | 28 | 58 | −30  | Acceso a Promoción de permanencia |

 Fuente: Fútbol Regional

### Grupo X
| Pos. | Equipo                     | Pts. | PJ | G  | E | P  | GF | GC | Dif. | Clasificación                     |
| ---- | -------------------------- | ---- | -- | -- | - | -- | -- | -- | ---- | --------------------------------- |
| 1    | C. D. Málaga               | 27   | 18 | 12 | 3 | 3  | 54 | 18 | +36  | Acceso a Fase intermedia          |
| 2    | Olímpica Jiennense         | 25   | 18 | 12 | 1 | 5  | 40 | 26 | +14  | Acceso a Fase intermedia          |
| 3    | U. D. Melilla              | 23   | 18 | 11 | 1 | 6  | 43 | 37 | +6   | Acceso a Fase intermedia          |
| 4    | P. D. Larache              | 17   | 18 | 7  | 3 | 8  | 36 | 36 | 0    |                                   |
| 5    | R. B. Linense              | 16   | 18 | 6  | 4 | 8  | 33 | 40 | −7   |                                   |
| 6    | R. C. Recreativo de Huelva | 15   | 18 | 6  | 3 | 9  | 38 | 42 | −4   |                                   |
| 7    | Coria C. F.                | 15   | 18 | 6  | 3 | 9  | 33 | 37 | −4   |                                   |
| 8    | Cádiz C. F.                | 15   | 18 | 7  | 1 | 10 | 28 | 47 | −19  |                                   |
| 9    | Linares Deportivo          | 14   | 18 | 7  | 0 | 11 | 28 | 37 | −9   |                                   |
| 10   | Algeciras C. F.            | 13   | 18 | 6  | 1 | 11 | 28 | 41 | −13  | Acceso a Promoción de permanencia |

 Fuente: Fútbol Regional

## Fase Intermedia

### Grupo I
| Pos. | Equipo                    | Pts. | PJ | G | E | P | GF | GC | Dif. | Clasificación       |
| ---- | ------------------------- | ---- | -- | - | - | - | -- | -- | ---- | ------------------- |
| 1    | Real Valladolid Deportivo | 17   | 10 | 8 | 1 | 1 | 23 | 7  | +16  | Acceso a Fase Final |
| 2    | Pontevedra C. F.          | 10   | 10 | 5 | 0 | 5 | 21 | 15 | +6   |                     |
| 3    | Imperio C. F.             | 10   | 10 | 5 | 0 | 5 | 17 | 16 | +1   |                     |
| 4    | U. D. Orensana            | 9    | 10 | 3 | 3 | 4 | 14 | 18 | −4   |                     |
| 5    | Cultural Leonesa          | 9    | 10 | 4 | 1 | 5 | 21 | 23 | −2   |                     |
| 6    | S. D. Ponferradina        | 5    | 10 | 2 | 1 | 7 | 15 | 32 | −17  |                     |

 Fuente: Fútbol Regional

### Grupo II
| Pos. | Equipo                       | Pts. | PJ | G | E | P | GF | GC | Dif. | Clasificación       |
| ---- | ---------------------------- | ---- | -- | - | - | - | -- | -- | ---- | ------------------- |
| 1    | C. D. Baracaldo Altos Hornos | 19   | 10 | 9 | 1 | 0 | 22 | 4  | +18  | Acceso a Fase Final |
| 2    | C. P. La Felguera            | 11   | 10 | 5 | 1 | 4 | 21 | 13 | +8   |                     |
| 3    | Club Sestao                  | 11   | 10 | 4 | 3 | 3 | 15 | 14 | +1   |                     |
| 4    | Arenas Club                  | 8    | 10 | 3 | 2 | 5 | 11 | 16 | −5   |                     |
| 5    | Gimnástica de Torrelavega    | 8    | 10 | 4 | 0 | 6 | 11 | 12 | −1   |                     |
| 6    | C. D. Tánagra                | 3    | 10 | 1 | 1 | 8 | 9  | 30 | −21  |                     |

 Fuente: Fútbol Regional

### Grupo III
| Pos. | Equipo                      | Pts. | PJ | G | E | P | GF | GC | Dif. | Clasificación       |
| ---- | --------------------------- | ---- | -- | - | - | - | -- | -- | ---- | ------------------- |
| 1    | Arenas S. D.                | 14   | 10 | 6 | 2 | 2 | 26 | 18 | +8   | Acceso a Fase Final |
| 2    | C. D. Logroñés              | 13   | 10 | 6 | 1 | 3 | 30 | 18 | +12  |                     |
| 3    | Reus Deportivo              | 10   | 10 | 4 | 2 | 4 | 20 | 19 | +1   |                     |
| 4    | C. F. Badalona              | 9    | 10 | 4 | 1 | 5 | 30 | 24 | +6   |                     |
| 5    | C. D. Júpiter               | 8    | 10 | 3 | 2 | 5 | 12 | 29 | −17  |                     |
| 6    | Maestranza Aérea de Logroño | 6    | 10 | 3 | 0 | 7 | 17 | 27 | −10  |                     |

 Fuente: Fútbol Regional

### Grupo IV
| Pos. | Equipo                  | Pts. | PJ | G | E | P | GF | GC | Dif. | Clasificación       |
| ---- | ----------------------- | ---- | -- | - | - | - | -- | -- | ---- | ------------------- |
| 1    | Levante U. D.           | 15   | 10 | 7 | 1 | 2 | 30 | 10 | +20  | Acceso a Fase Final |
| 2    | C. D. Atlético Baleares | 15   | 10 | 7 | 1 | 2 | 19 | 10 | +9   |                     |
| 3    | Albacete Balompié       | 12   | 10 | 6 | 0 | 4 | 23 | 16 | +7   |                     |
| 4    | Elche C. F.             | 7    | 10 | 3 | 1 | 6 | 15 | 24 | −9   |                     |
| 5    | C. D. Constancia        | 7    | 10 | 3 | 1 | 6 | 12 | 17 | −5   |                     |
| 6    | C. D. Almansa           | 4    | 10 | 1 | 2 | 7 | 13 | 35 | −22  |                     |

 Fuente: Fútbol Regional

### Grupo V
| Pos. | Equipo             | Pts. | PJ | G | E | P | GF | GC | Dif. | Clasificación       |
| ---- | ------------------ | ---- | -- | - | - | - | -- | -- | ---- | ------------------- |
| 1    | C. D. Málaga       | 17   | 10 | 8 | 1 | 1 | 29 | 9  | +20  | Acceso a Fase Final |
| 2    | Olímpica Jiennense | 10   | 10 | 5 | 0 | 5 | 23 | 17 | +6   |                     |
| 3    | C. D. Cacereño     | 9    | 10 | 4 | 1 | 5 | 16 | 21 | −5   |                     |
| 4    | C. D. Toledo       | 8    | 10 | 4 | 0 | 6 | 19 | 27 | −8   |                     |
| 5    | U. D. Melilla      | 8    | 10 | 4 | 0 | 6 | 18 | 20 | −2   |                     |
| 6    | C. D. Badajoz      | 8    | 10 | 4 | 0 | 6 | 16 | 27 | −11  |                     |

 Fuente: Fútbol Regional

## Fase Final
| Pos. | Equipo                           | Pts. | PJ | G | E | P | GF | GC | Dif. | Clasificación                 |
| ---- | -------------------------------- | ---- | -- | - | - | - | -- | -- | ---- | ----------------------------- |
| 1    | C. D. Málaga (C, A)              | 12   | 8  | 5 | 2 | 1 | 21 | 11 | +10  | Ascenso a Segunda División    |
| 2    | Levante U. D. (A)                | 10   | 8  | 5 | 0 | 3 | 24 | 11 | +13  | Ascenso a Segunda División    |
| 3    | C. D. Baracaldo Altos Hornos (A) | 6    | 8  | 2 | 2 | 4 | 10 | 14 | −4   | Acceso a Promoción de ascenso |
| 4    | Real Valladolid Deportivo        | 6    | 8  | 3 | 0 | 5 | 13 | 19 | −6   |                               |
| 5    | Arenas S. D.                     | 6    | 8  | 2 | 2 | 4 | 10 | 23 | −13  |                               |

 Fuente: Fútbol Regional

## Promoción de ascenso a Segunda División
La promoción de ascenso se jugó a partido único en Madrid, con el siguiente resultado:
| 29 de junio de 1946 | Jerez CF | 0:2 | CD Baracaldo Altos Hornos | Estadio de Chamartín, Madrid |  |
|                     |          |     |                           | Asistencia: ??? espectadores |  |

- Asciende a Segunda División: CD Baracaldo Altos Hornos.
- Desciende a Tercera División: Jerez CF. No llega a competir en Tercera y desaparece.

## Promoción de permanencia
La promoción de permanencia se jugó a eliminatoria directa con partidos de ida y vuelta. A pesar de los resultados quedó sin efecto al ampliarse la categoría:
| 16 de junio de 1946 | Galicia CF | 1:1 | CD Juvenil |                              |  |
|                     |            |     |            | Asistencia: ??? espectadores |  |

| 23 de junio de 1946 | CD Juvenil | 3:2 | Galicia CF |                              |  |
|                     |            |     |            | Asistencia: ??? espectadores |  |

- CD Juvenil asciende a Tercera División.
- Galicia CF permanece en Tercera División por la ampliación de la categoría.

| 16 de junio de 1946 | Caudal Deportivo | 4:2 | Real Juvencia |                              |  |
|                     |                  |     |               | Asistencia: ??? espectadores |  |

| 23 de junio de 1946 | Real Juvencia | 3:2 | Caudal Deportivo |                              |  |
|                     |               |     |                  | Asistencia: ??? espectadores |  |

- Caudal Deportivo asciende a Tercera División.
- Real Juvencia permanece en Tercera División por la ampliación de la categoría.

| 16 de junio de 1946 | SCD Durango | 3:1 | Real Unión de Irún |                              |  |
|                     |             |     |                    | Asistencia: ??? espectadores |  |

| 23 de junio de 1946 | Real Unión de Irún | 2:3 | SCD Durango |                              |  |
|                     |                    |     |             | Asistencia: ??? espectadores |  |

- SCD Durango asciende a Tercera División.
- Real Unión de Irún permanece en Tercera División por la ampliación de la categoría.

| 16 de junio de 1946 | SD Borja | 2:4 | CF Belchite |                              |  |
|                     |          |     |             | Asistencia: ??? espectadores |  |

| 23 de junio de 1946 | CF Belchite | 5:2 | SD Borja |                              |  |
|                     |             |     |          | Asistencia: ??? espectadores |  |

- CF Belchite asciende a Tercera División.
- SD Borja renuncia a su plaza y desciende a Regional.

| 16 de junio de 1946 | Lérida Balompié | 1:2 | CF Igualada |                              |  |
|                     |                 |     |             | Asistencia: ??? espectadores |  |

| 23 de junio de 1946 | CF Igualada | 3:2 | Lérida Balompié |                              |  |
|                     |             |     |                 | Asistencia: ??? espectadores |  |

- CF Igualada asciende a Tercera División.
- Lérida Balompié permanece en Tercera División por la ampliación de la categoría.

| 16 de junio de 1946 | UD Teruel |  | CD Segarra |                              |  |
|                     |           |  |            | Asistencia: ??? espectadores |  |

| 23 de junio de 1946 | CD Segarra |  | UD Teruel |                              |  |
|                     |            |  |           | Asistencia: ??? espectadores |  |

- CD Segarra asciende a Tercera División.
- UD Teruel renuncia a participar y desaparece.

| 16 de junio de 1946 | Orihuela Deportiva | 6:1 | Crevillente CF |                              |  |
|                     |                    |     |                | Asistencia: ??? espectadores |  |

| 23 de junio de 1946 | Crevillente CF | 4:0 | Orihuela Deportiva |                              |  |
|                     |                |     |                    | Asistencia: ??? espectadores |  |

- Orihuela Deportiva asciende a Tercera División.
- Crevillente CF permanece en Tercera División por la ampliación de la categoría.

| 16 de junio de 1946 | CD Alas Valladolid | 1:0 | SD Gimnástica Segoviana |                              |  |
|                     |                    |     |                         | Asistencia: ??? espectadores |  |

| 23 de junio de 1946 | SD Gimnástica Segoviana | 3:1 | CD Alas Valladolid |                              |  |
|                     |                         |     |                    | Asistencia: ??? espectadores |  |

- SD Gimnástica Segoviana permanece en Tercera División.
- CD Alas Valladolid asciende a Tercera División por la ampliación de la categoría.

| 16 de junio de 1946 | SD Emeritense |  | CD Electromecánicas |                              |  |
|                     |               |  |                     | Asistencia: ??? espectadores |  |

| 23 de junio de 1946 | CD Electromecánicas |  | SD Emeritense |                              |  |
|                     |                     |  |               | Asistencia: ??? espectadores |  |

- CD Electromecánicas asciende a Tercera División.
- SD Emeritense renuncia a participar pero no desciende por la ampliación de la categoría.

| 16 de junio de 1946 | Atlético Tetuán | 3:1 | Algeciras CF |                              |  |
|                     |                 |     |              | Asistencia: ??? espectadores |  |

| 23 de junio de 1946 | Algeciras CF | 0:1 | Atlético Tetuán |                              |  |
|                     |              |     |                 | Asistencia: ??? espectadores |  |

- Atlético Tetuán asciende a Tercera División.
- Algeciras CF permanece en Tercera División por la ampliación de la categoría.